# Huta Komarowska
Huta Komarowska (prononciation [ˈxuta kɔmaˈrɔfska]) est un village de la gmina de Komarów-Osada, du powiat de Zamość, dans la voïvodie de Lublin, situé dans l'est de la Pologne.
Il se situe à environ 17 kilomètres au sud-est de Zamość (siège du powiat) et 93 kilomètres au sud-est de Lublin (capitale de la voïvodie).

## Administration
De 1975 à 1998, le village est attaché administrativement à l'ancienne voïvodie de Zamość.

Depuis 1999, il fait partie de la nouvelle voïvodie de Lublin.